# 1495
1495 (MCDXCV) var ett normalår som började en torsdag i den julianska kalendern.

## Händelser

### Oktober
- Natten till den 12 oktober – Ryssarna besegrar svenskarna vid utfallet vid Vatikivi.
- 15 oktober – Vadstena boktryckeri och sjukstuga brinner ner.

### November
- 30 november – Viborgska smällen, varigenom en stor del av den ryska armén förintas, inträffar.

### Okänt datum
- Sturarnas ryska krig: Ryssland anfaller Finland. Sten Sture den äldre seglar över med en här för att försvara Finland. Han lyckas, med stöd av påven, definiera kriget som korståg.
- Med hänvisning till den rysk-danska alliansen mot Sverige lyckas Sten Sture, vid en riksdag i Linköping, avstyra att allmogen väljer Hans till svensk kung.
- Den första tryckta boken på svenska språket publiceras, Bok om Djävulens frästelse, av Johannes Gerson.
- Teneriffa blir en spansk koloni.[1]
- Stockholm drabbas av brand.
- Sverige drabbas av pesten.
- Den avslutande tredje delen av Matteo Maria Boiardos italienska renässansepos Orlando innamorato (Den förälskade Roland) utges postumt året efter diktarens död.

## Födda
- 8 mars – Johannes av Gud, portugisiskfödd munk och ordensgrundare, helgon.
- Marie Dentière, schweizisk reformator och teolog.

## Avlidna
- 21 januari – Magdalena av Frankrike, fransk prinsessa och regent av Navarra.
- 24 augusti – Magdalena Karlsdotter (Bonde), dotter till Karl Knutsson (Bonde).
- 10 november – Dorotea av Brandenburg, drottning av Sverige, Norge och Danmark 1445–1448 (gift med Kristofer av Bayern), av Danmark 1449–1481, av Norge 1450–1481 och av Sverige 1457–1464 (gift med Kristian I).
- 7 december – Gabriel Biel, tysk skolastisk filosof.
- Elin Gustavsdotter (Sture), svensk riksföreståndargemål 1466–1467, gift med Erik Axelsson (Tott).

### Fotnoter
1. ↑  World Statesmen (läst 5 april 2011)